# Aloe bulbicaulis
Aloe bulbicaulis ist eine Pflanzenart der Gattung der Aloen in der Unterfamilie der Affodillgewächse (Asphodeloideae). Das Artepitheton bulbicaulis leitet sich von den lateinischen Worten bulbus für ‚Zwiebel‘ sowie caulis für ‚Stamm‘ ab und verweist auf zwiebelartige Basis der Art.

## Beschreibung

### Vegetative Merkmale
Aloe bulbicaulis wächst stammlos und einfach. Ihre Basis ist gegen Ende der Wachstumsperiode vergrößert und bildet eine Zwiebel von 8 bis 10 Zentimetern Durchmesser. Die etwa 16 eiförmig-lanzettlichen Laubblätter bilden Rosetten und sterben in der Trockenzeit in der Regel ab. Die leuchtend grüne, längs gestreifte Blattspreite ist etwa 50 Zentimeter lang und 15 Zentimeter breit. Die Blattoberfläche ist glatt. Die Zähne am weißlichen, knorpeligen, 1 bis 2 Millimeter breiten Blattrand sind 1 Millimeter lang und stehen dicht gedrängt beisammen.

### Blütenstände und Blüten
Der Blütenstand besteht aus drei bis vier (selten bis sieben) Zweigen und erreicht eine Länge von etwa 60 Zentimeter. Die ziemlich dichten, schmal zylindrischen Trauben sind 10 bis 20 Zentimeter lang und 7 Zentimeter breit. Die eiförmig spitz zulaufenden, Brakteen weisen eine Länge von etwa 12 Millimeter auf und sind 8 Millimeter breit. Die hellgelben bis rosarötlichen oder bräunlich gelben Blüten stehen an etwa 20 Millimeter langen Blütenstielen. Die Blüten sind bis zu 40 Millimeter lang und an ihrer Basis gerundet. Auf Höhe des Fruchtknotens weisen die Blüten einen Durchmesser von 9 bis 11 Millimeter auf. Darüber sind sie auf 6 bis 8 Millimeter verengt, dann auf 9 bis 11 Millimeter erweitert und schließlich zur Mündung erneut verengt. Ihre äußeren Perigonblätter sind auf einer Länge von 12 bis 13 Millimetern nicht miteinander verwachsen. Die Staubblätter und der Griffel ragen bis zu 1 Millimeter aus der Blüte heraus.

## Systematik und Verbreitung
Aloe bulbicaulis ist in Angola, Malawi, Tansania, Zaire und Sambia auf Grasland in offenem Waldland in Höhen von 1200 bis 1620 Metern verbreitet.
Die Erstbeschreibung durch Hugh Basil Christian wurde 1936 veröffentlicht. Ein Synonym ist Aloe trothae A.Berger (1905).

## Nachweise